# 张传卫
张传卫（1962年—），河南固始人，汉族，明阳风电集团有限公司董事长兼总裁、第十二届全国人民代表大会广东地区代表。

## 生平
毕业于香港浸会大学工商管理专业。2011年获中央电视台经济频道颁发“年度经济人物”称号，2013年，当选全国人大代表。2018年2月24日，当选为第十三届全国人大代表。